# Ioannis Drymonakos
Ioannis Drymonakos –en griego, Ιωάννης Δρυμωνάκος– (Atenas, 18 de enero de 1984) es un deportista griego que compitió en natación, especialista en el estilo mariposa.
Ganó cuatro medallas en el Campeonato Europeo de Natación entre los años 2006 y 2012, y dos medallas de bronce en el Campeonato Europeo de Natación en Piscina Corta de 2007.
En mayo de 2008 dio positivo por dopaje. Posteriormente, la FINA le retiró las medallas que había obtenido ese año.

## Palmarés internacional
| Campeonato Mundial en Piscina Corta | Campeonato Mundial en Piscina Corta | Campeonato Mundial en Piscina Corta | Campeonato Mundial en Piscina Corta |
| Año                                 | Lugar                               | Medalla                             | Prueba                              |
| ----------------------------------- | ----------------------------------- | ----------------------------------- | ----------------------------------- |
| 2008                                | Mánchester (Reino Unido)            | DSC                                 | 400 m estilos                       |
| Campeonato Europeo                  |                                     |                                     |                                     |
| Año                                 | Lugar                               | Medalla                             | Prueba                              |
| 2006                                | Budapest (Hungría)                  | Medalla de plata                    | 200 m mariposa                      |
| 2008                                | Eindhoven (Países Bajos)            | DSC                                 | 200 m mariposa                      |
| 2008                                | Eindhoven (Países Bajos)            | DSC                                 | 400 m estilos                       |
| 2010                                | Budapest (Hungría)                  | Medalla de bronce                   | 200 m mariposa                      |
| 2012                                | Debrecen (Hungría)                  | Medalla de bronce                   | 200 m mariposa                      |
| 2012                                | Debrecen (Hungría)                  | Medalla de bronce                   | 400 m estilos                       |
| Campeonato Europeo en Piscina Corta |                                     |                                     |                                     |
| Año                                 | Lugar                               | Medalla                             | Prueba                              |
| 2007                                | Debrecen (Hungría)                  | Medalla de bronce                   | 200 m mariposa                      |
| 2007                                | Debrecen (Hungría)                  | Medalla de bronce                   | 400 m estilos                       |